# David Ho

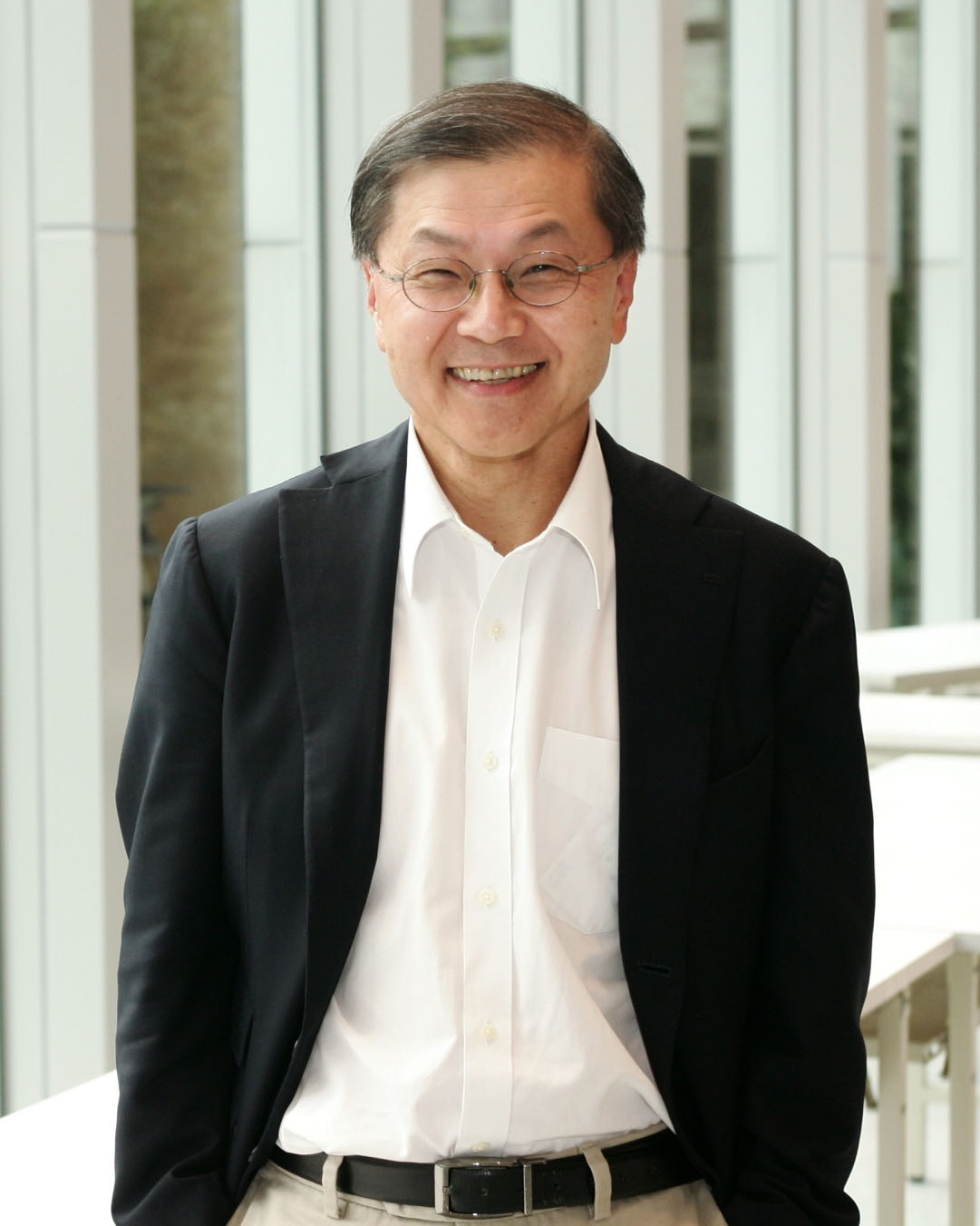
Dr. David Ho

David Ho (chiń. 何大一; pinyin Hé Dàyī; ur. 3 listopada 1952) – urodzony na Tajwanie, amerykański naukowiec. Autor ponad 400 publikacji dotyczących AIDS oraz wirusa HIV. Przyczynił się do zwiększenia świadomości, dotyczącej replikacji wirusa HIV. Twórca terapii kontrolującej replikację wirusa HIV u pacjentów, która przyczyniła się do zmniejszenia umieralności na AIDS sześciokrotnie. Człowiek Roku tygodnika „Time” (1996), członek California Hall of Fame (2006).